# Copa de Polonia de balonmano
La Copa de Polonia de balonmano es el torneo eliminatorio de balonmano más importante de Polonia. Se disputa desde 1959.

## Palmarés
- 1959 - Śląsk Wrocław
- 1960 - Sparta Katowice
- 1961 - No se disputó
- 1962 - No se disputó
- 1963 - No se disputó
- 1964 - No se disputó
- 1965 - Śląsk Wrocław
- 1966 - KS Spójnia Gdańsk
- 1967 - No se disputó
- 1968 - KS Spójnia Gdańsk
- 1969 - Śląsk Wrocław
- 1970 - KS Spójnia Gdańsk
- 1971 - Stal Mielec
- 1972 - WKS Grunwald Poznań
- 1973 - KS Anilana Łódź
- 1974 - No se disputó
- 1975 - No se disputó
- 1976 - Śląsk Wrocław
- 1977 - KS Anilana Łódź
- 1978 - Hutnik Nowa Huta
- 1979 - WKS Grunwald Poznań
- 1980 - WKS Grunwald Poznań
- 1981 - Śląsk Wrocław
- 1982 - Śląsk Wrocław
- 1983 - Hutnik Nowa Huta
- 1984 - MKS Pogón Szczecin
- 1985 - KS Kielce
- 1986 - Hutnik Nowa Huta
- 1987 - MKS Pogón Szczecin
- 1988 - MKS Pogón Szczecin
- 1989 - Śląsk Wrocław
- 1990 - MKS Pogón Szczecin
- 1991 - No se disputó
- 1992 - Orlen Wisła Płock
- 1993 - MKS Zagłębie Lubin
- 1994 - Warszawianka Varsovia
- 1995 - Orlen Wisła Płock
- 1996 - Orlen Wisła Płock
- 1997 - Orlen Wisła Płock
- 1998 - Orlen Wisła Płock
- 1999 - Orlen Wisła Płock
- 2000 - KS Kielce
- 2001 - Orlen Wisła Płock
- 2002 - Warszawianka Varsovia
- 2003 - Vive Kielce
- 2004 - Vive Kielce
- 2005 - Orlen Wisła Płock
- 2006 - Vive Kielce
- 2007 - Orlen Wisła Płock
- 2008 - Orlen Wisła Płock
- 2009 - Vive Kielce
- 2010 - Vive Kielce
- 2011 - Vive Kielce
- 2012 - Vive Kielce
- 2013 - Vive Kielce
- 2014 - Vive Kielce
- 2015 - Vive Kielce
- 2016 - Vive Kielce
- 2017 - Vive Kielce
- 2018 - Vive Kielce
- 2019 - Vive Kielce
- 2021 - Vive Kielce
- 2022 - Orlen Wisła Płock
- 2023 - Orlen Wisła Płock
- 2024 - Orlen Wisła Płock

## Palmarés por equipo
| Club                  | Titres | Saisons                                                                                              |
| --------------------- | ------ | --- |
| KS Kielce             | 17     | 1985, 2000, 2003, 2004, 2006, 2009, 2010, 2011, 2012, 2013, 2014, 2015, 2016, 2017, 2018, 2019, 2021 |
| Orlen Wisła Płock     | 13     | 1992, 1995, 1996, 1997, 1998, 1999, 2001, 2005, 2007, 2008, 2022, 2023, 2024                         |
| Śląsk Wrocław         | 7      | 1959, 1965, 1969, 1976, 1981, 1982, 1989                                                             |
| WKS Grunwald Poznań   | 3      | 1972, 1979, 1980                                                                                     |
| Hutnik Kraków         | 3      | 1978, 1983, 1986                                                                                     |
| Pogoń Zabrze          | 3      | 1984, 1988, 1990                                                                                     |
| KS Spójnia Gdańsk     | 3      | 1966, 1968, 1970                                                                                     |
| KS Anilana Łódź       | 2      | 1973, 1977                                                                                           |
| Warszawianka Varsovie | 2      | 1994, 2002                                                                                           |
| MKS Pogoń Szczecin    | 1      | 1987                                                                                                 |
| Sparta Katowice       | 1      | 1960                                                                                                 |
| Stal Mielec           | 1      | 1971                                                                                                 |
| Zagłębie Lubin        | 1      | 1993                                                                                                 |